# Anti-démocratie
L'anti-démocratie est un terme utilisé pour désigner une position qui rejette la démocratie comme moyen le plus approprié de prendre des décisions au sein d'un certain type d'organisation sociale. Jusqu'à l'indépendance des États-Unis en 1776, la démocratie était largement rejetée en tant que bonne forme de gouvernement. Depuis lors, il a été de plus en plus reconnu comme le meilleur système de prise de décisions collectives, tant au sein des organisations étatiques que sociales et privées. Cependant, contrairement à ce qui est souvent admis, l'acceptation de la démocratie n’a pas été unanime et dans de nombreuses organisations, domaines et pays, il existe des groupes et des personnes qui s’opposent à la démocratie, affirmant qu’il existe de meilleures façons de prendre des décisions.
Diverses idéologies et systèmes politiques se sont opposés à la démocratie, notamment le marxisme-léninisme, la monarchie absolue, l'aristocratie, le fascisme, le Velayat-e faqih (sous sa forme absolue) et la théocratie.
Parmi les personnages historiques associés à la critique de la démocratie figurent Aristote, Socrate, Platon, Montesquieu, James Harrington, Thomas Carlyle, John Ruskin, Martin Heidegger, Hubert Lagardelle, Charles Maurras, Friedrich Nietzsche, Carl Schmitt, Oswald Spengler, Julius Evola, Erik von Kuehnelt-Leddihn et Nicolás Gómez Dávila.

## Caractéristiques de la position antidémocratique
La position antidémocratique peut être basée sur un certain type de pensée élitiste, qui soutient qu'un petit groupe de membres de l'organisation en question peut mieux diriger l'organisation et mieux satisfaire les intérêts communs que la majorité. On peut également affirmer que l'excès de démocratie sous certains aspects peut être contraire à la liberté individuelle et à la raison , en donnant à la majorité le pouvoir de réguler la vie privée, ou en affirmant qu'idéaliser la démocratie, en exaltant les majorités ou le peuple, peut favoriser l'apparition de ochlocratie ou populisme.
Ce type de poste prédomine généralement dans les organisations militaires et économiques, respectivement. Dans le premier cas, on avance que les caractéristiques de la guerre empêchent que les décisions soient prises de manière délibérative ; Dans ces derniers, le droit de propriété impose la prééminence de l'apport en capital sur l’apport personnel aux entreprises et industries.

## Critique du processus

### L'instabilité politique
Plus récemment, la démocratie a été critiquée pour ne pas offrir suffisamment de stabilité politique. Comme les gouvernements sont fréquemment élus de temps en temps, les politiques des pays démocratiques ont tendance à changer fréquemment, tant au niveau national qu'international. Même si un parti politique conserve le pouvoir, des protestations bruyantes qui font la une des journaux et des critiques sévères de la part des médias suffisent souvent à forcer un changement politique soudain et inattendu. Les changements fréquents de politique en matière d’affaires et d’immigration sont susceptibles de décourager les investissements et donc d’entraver la croissance économique. C’est pour cette raison que nombreux sont ceux qui avancent l’idée que la démocratie n’est pas souhaitable dans un pays en développement où la croissance économique et la réduction de la pauvreté constituent la priorité absolue. Cependant, Anthony Downs a fait valoir que le marché politique fonctionne à peu près de la même manière que le marché économique et qu'il pourrait potentiellement y avoir un équilibre dans le système grâce au processus démocratique. Cependant, il a finalement soutenu que la connaissance imparfaite des politiciens et des électeurs empêchait d'atteindre cet équilibre.

### Le court-termisme
La démocratie est également critiquée pour la fréquence des élections en raison de l'instabilité des gouvernements de coalition. Des coalitions se forment fréquemment après les élections dans de nombreux pays (par exemple en Inde ) et la base d'une alliance est principalement de permettre une majorité viable, et non une concurrence idéologique.
Cette alliance opportuniste présente non seulement le handicap de devoir s'adresser à un trop grand nombre de factions idéologiquement opposées, mais elle est généralement de courte durée puisque tout déséquilibre perçu ou réel dans le traitement des partenaires de la coalition, ou tout changement de leadership chez les partenaires de la coalition eux-mêmes, peut conduire très facilement le partenaire de la coalition à retirer son soutien au gouvernement.
Les institutions démocratiques travaillent par consensus pour trancher une question, ce qui prend généralement plus de temps qu'une décision unilatérale.

### Corruption
L’incapacité des gouvernements du monde entier à lutter efficacement contre la corruption provoque une crise mondiale de la démocratie. Alors que les pays qui ont des niveaux élevés de démocratie ont tendance à avoir de faibles niveaux de différentes formes de corruption, il est également clair que les pays avec des niveaux de démocratie modérés ont une corruption élevée, de même que les pays sans démocratie ont très peu de corruption. Différents types de politiques démocratiques réduisent la corruption, mais seuls des niveaux élevés et de multiples types d’institutions démocratiques, comme des élections ouvertes et libres combinées à des contraintes judiciaires et législatives, permettront de réduire efficacement la corruption. Un élément interne important de la démocratie est le processus électoral, qui peut être considéré comme facilement corruptible. Par exemple, il n’est pas inévitable dans une démocratie que les élections soient libres et équitables. L’offre et l’acceptation de pots-de-vin, la menace ou le recours à la violence, les traitements et l’usurpation d’identité sont des moyens courants de corruption du processus électoral ce qui signifie que la démocratie n’est pas impénétrable des problèmes extérieurs et peut être critiquée pour avoir permis son déroulement.

### Ignorance des électeurs
Platon pensait qu'il était imprudent de permettre aux hommes ordinaires de voter parce que le vote d'un expert a la même valeur que celui d'un incompétent. L’un de ces arguments est que les avantages d’une société spécialisée pourraient être compromis par la démocratie. Dans la mesure où les citoyens ordinaires sont encouragés à participer à la vie politique du pays, ils ont le pouvoir d’influencer directement les résultats des politiques gouvernementales par le biais des procédures démocratiques de vote, de campagne et de l’utilisation de la presse. Le résultat est que les politiques gouvernementales peuvent être davantage influencées par des opinions non spécialisées, ce qui compromet leur efficacité, en particulier si une politique est très sophistiquée sur le plan technique et/ou si le grand public est insuffisamment informé. Par exemple, rien ne garantit que ceux qui font campagne sur les politiques économiques du gouvernement soient eux-mêmes des économistes professionnels ou des universitaires compétents dans cette discipline particulière, qu'ils aient ou non une bonne formation. Cela signifie essentiellement qu’un gouvernement démocratique n’apporte peut-être pas le meilleur bénéfice au plus grand nombre. Cependant, certains ont fait valoir que cela ne devrait même pas être l’objectif des démocraties, car la minorité pourrait être gravement maltraitée dans le cadre de ce prétendu objectif.

### Incompatibilité potentielle avec l'ancienne politique
La nouvelle création d’institutions démocratiques, dans des pays où les pratiques associées sont encore rares ou jugées culturellement inacceptables, peut aboutir à des institutions qui ne sont pas durables à long terme. Une circonstance appuyant ce résultat pourrait être la perception commune au sein de la population selon laquelle les institutions ont été créées en conséquence directe de pressions étrangères.

### Efficacité du système
Des économistes, tels que Meltzer et Richard, ont ajouté qu'à mesure que l'activité industrielle augmente dans une démocratie, les demandes de subventions et de soutien de la part du gouvernement augmentent également. Selon le théorème de l'électeur médian, seules quelques personnes détiennent réellement l'équilibre du pouvoir dans le pays, et beaucoup peuvent être mécontentes de leurs décisions. De cette manière, affirment-ils, les démocraties sont inefficaces.

### Susceptibilité à la propagande

#### Manque d'éducation politique
Les électeurs ne sont peut-être pas suffisamment instruits pour exercer leurs droits démocratiques avec prudence. Les hommes politiques peuvent profiter de l'irrationalité des électeurs et rivaliser davantage dans le domaine des relations publiques et des tactiques que dans celui de l'idéologie. Alors que les arguments contre la démocratie sont souvent considérés par les partisans de la démocratie comme une tentative de maintenir ou de faire revivre la hiérarchie traditionnelle et le régime autocratique, de nombreuses extensions ont été apportées pour développer davantage l'argument. Dans son essai de 1959 sur les conditions requises pour former une démocratie, Caplan a constaté que presque toutes les démocraties émergentes offraient une bonne éducation. Cependant, l’éducation ne peut à elle seule soutenir une démocratie, même si Caplan a fait remarquer en 2005 qu’à mesure que les gens s’éduquent, ils pensent davantage comme des économistes. Pour légitimer ce point, il est souvent mentionné que le dictateur allemand Adolf Hitler a accédé au pouvoir par des moyens démocratiques.

### Manipulation de l'opposition
Diverses raisons peuvent être avancées pour éliminer ou réprimer les opposants politiques. Des méthodes telles que les opérations faux drapeaux, les lois antiterroristes la plantation ou la création de matériel compromettant et la perpétuation de la peur du public peuvent être utilisées pour réprimer la dissidence. Après l'échec d'un coup d'État, plus de 110 000 personnes ont été purgées et près de 40 000 ont été emprisonnées en Turquie, qui est ou était considérée comme une nation démocratique, lors des purges turques de 2016.
De faux partis, des rivaux politiques fantômes et des opposants « épouvantails » peuvent être utilisés pour saper l’opposition. L'exemple le plus frappant est la Turquie sous Mustafa Kemal Atatürk où une fausse opposition a été créée de toutes pièces par le régime.

### Recours excessif aux formalités procédurales
Le concept politique du Parti communiste chinois de démocratie populaire globale critique la démocratie libérale parce qu'elle s'appuie excessivement sur des formalités procédurales sans véritablement refléter les intérêts du peuple. Selon ce concept essentiellement conséquentialiste, le critère le plus important pour une démocratie est de savoir si elle peut « résoudre les vrais problèmes du peuple », alors qu'un système dans lequel « le peuple n'est réveillé que pour voter » n'est pas véritablement démocratique. Par exemple, le livre blanc du gouvernement chinois de 2021, La Chine: une démocratie qui fonctionne, critique les lacunes de la démocratie libérale sur la base des principes d'un processus global de démocratie populaire.

## Critique du résultat

### Loi de la populace

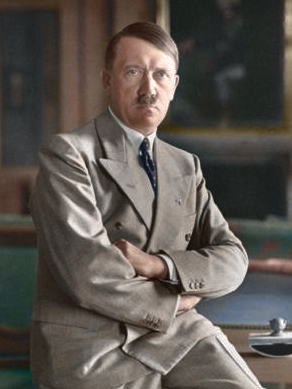
Adolf Hitler a été démocratiquement élu chancelier d'Allemagne en 1933.

La République de Platon présente une vision critique de la démocratie à travers le récit de Socrate : « des dirigeants insensés de la démocratie, qui est une forme de gouvernement charmante, pleine de variété et de désordre, et dispensant une sorte d'égalité aux égaux et aux inégalés ». Dans son ouvrage, Platon énumère 5 formes de gouvernement du meilleur au pire. En supposant que la République était destinée à être une critique sérieuse de la pensée politique d'Athènes, Platon soutient que seule Kallipolis , une aristocratie dirigée par les rois-philosophes réticents (les hommes les plus sages), est une forme juste de gouvernement.
Platon a rejeté la démocratie athénienne au motif que ces démocraties étaient des sociétés anarchiques sans unité interne, qu'elles suivaient les impulsions des citoyens plutôt que de poursuivre le bien commun, que les démocraties sont incapables de permettre à un nombre suffisant de leurs citoyens de faire entendre leur voix et que ces démocraties étaient généralement dirigées par des imbéciles. Platon a attaqué les démocraties athéniennes parce qu’elles confondaient anarchie et liberté. Le manque d’unité cohérente dans la démocratie athénienne a amené Platon à conclure que ces démocraties étaient un simple ensemble d’individus occupant un espace commun plutôt qu’une forme d’organisation politique.
Selon Platon, d'autres formes de gouvernement mettent trop l'accent sur des vertus moindres et dégénèrent en d'autres formes du meilleur au pire, à commencer par la timocratie, qui survalorise l'honneur, puis l'oligarchie, qui survalorise la richesse, suivie par la démocratie. En démocratie, les oligarques, ou les commerçants, sont incapables d'exercer leur pouvoir efficacement et le peuple prend le relais, élisant quelqu'un qui joue selon ses souhaits (par exemple, en organisant de somptueuses fêtes). Cependant, le gouvernement accorde trop de liberté au peuple et l'État dégénère vers la quatrième forme, la tyrannie ou le règne de la foule.
La relative facilité avec laquelle un système démocratique peut être perverti dans le but de la conduire à l'autodestruction a pu être observée à de nombreuses reprises à travers l'histoire, notamment en 1933 quand les nazis pourtant démocratiquement élus mirent en place un système totalitaire, ou dans une moindre mesure, quand l'opinion publique est massivement demandeuse de politiques sans conscientiser qu'elles constituent un danger pour sa propre souveraineté. Divers mécanismes peuvent expliquer de telles dérives, tels que la démagogie, le vote émotionnel, le manque d'éducation politique et la faiblesse des gardes-fou tels que le cordon sanitaire.

### Apathie politique
De nombreuses démocraties affichent un faible taux de participation électorale, un symptôme d'apathie politique . Les causes de la perte de confiance dans les processus démocratiques et dans l'efficacité politique comprennent le gaspillage des votes, les impasses et les barrières élevées à l'entrée des nouveaux mouvements politiques.

## Alternatives

### Moins démocratique
Jason Brennan, l'auteur de Against Democracy, propose une forme alternative de gouvernement connue sous le nom d'épistocratie. Au lieu de donner le droit de vote à chacun, un système épistocratique donnerait le droit de vote uniquement à ceux qui sont compétents. Seuls les citoyens ayant une compréhension politique d’élite auraient leur mot à dire au sein du gouvernement. Tout l’argument de Brennan en faveur d’une épistocratie à une démocratie tourne autour de la question de l’ignorance des électeurs . Brennan estime que l'ignorance des électeurs est un problème majeur en Amérique et constitue la principale objection aux démocraties en général.

### Plus démocratique
David Van Reybrouck , l'auteur de Against Elections: The Case for Democracy, soutient que la répartition du pouvoir par le biais du tirage au sort , comme dans les assemblées de citoyens , corrige bon nombre des défauts de la démocratie représentative. « La démocratie n'est pas gouvernée par les meilleurs de notre société, parce qu'une telle chose s'appelle une aristocratie , qu'elle soit élue ou non... La démocratie, en revanche, s'épanouit précisément en permettant à une diversité de voix de se faire entendre. Il s'agit d'avoir un égal disons, un droit égal à déterminer quelle action politique sera entreprise. »